# Lynx lynx carpathicus
El lince de los Cárpatos (Lynx lynx carpathicus) es una subespecie del lince euroasiático que se encuentra en la cuenca de los Cárpatos de Rumania, Eslovaquia y Hungría.
En contraste con las poblaciones en expansión de muchos grandes carnívoros en Europa, la población de linces de los Cárpatos en los Cárpatos occidentales parece incapaz de extenderse más allá de los límites occidentales de su área de distribución actual, en la frontera checo-eslovaca. La baja densidad persistente, la alta rotación de residentes y la filopatría femenina pueden ser responsables de obstaculizar la expansión de su área de distribución, pero factores como la caza furtiva y la creciente fragmentación del paisaje en los Cárpatos occidentales han exacerbado este problema. Además, debido a la reintroducción en la década de 1970, existe una población en peligro de extinción en los territorios de Croacia, Eslovenia y Bosnia.